# Kamui, le ninja solitaire
Pour plus de détails, voir Fiche technique et Distribution.
Kamui, le ninja solitaire'' (カムイ外伝, Kamui gaiden) est un film japonais réalisé par Yōichi Sai, sorti en 2009.

## Fiche technique
- Titre : Kamui, le ninja solitaire[1]
- Titre original : カムイ外伝 (Kamui gaiden?)
- Réalisation : Yōichi Sai
- Scénario : Yōichi Sai et Kankurō Kudō d'après le manga de Sanpei Shirato
- Photographie : Tomoo Ezaki et Jun'ichi Fujisawa
- Montage : Isao Kawase
- Musique : Tarō Iwashiro
- Production : Nozomu Enoki, Naoya Kinoshita, Akira Morishige et Yui Tamae
- Pays d'origine : Japon
- Format : Couleurs - 1,85:1 - Dolby Digital
- Genre : action
- Durée : 120 minutes
- Date de sortie :

 Japon : 16 septembre 2009

## Distribution
- Ken'ichi Matsuyama : Kamui
- Koyuki Katō : Sugaru
- Kaoru Kobayashi : Hanbei
- Kōichi Satō : Gunbei
- Hideaki Itō : Fudo
- Ekin Cheng : Dumok
- Suzuka Ōgo : Sayaka
- Anna Tsuchiya : Ayu

## Version française
- Société de doublage : NDE Production
- Direction artistique : Antony Delclève
- Adaptation des dialogues : Frédéric Alameunière
- Enregistrement et mixage :